# Pietro Castelli

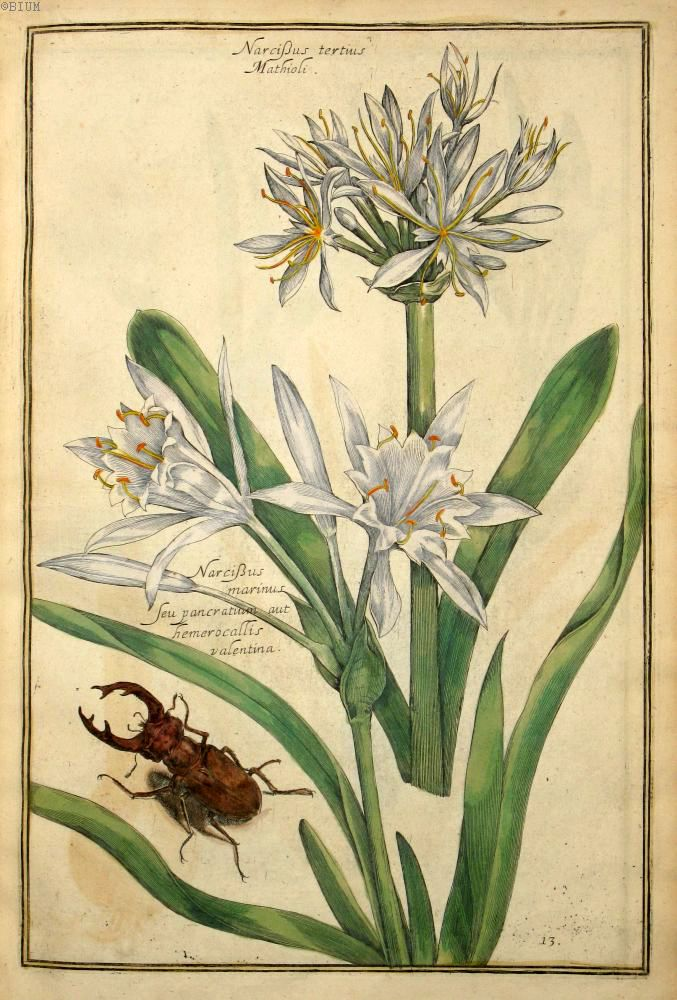
Beschrijving van een narcis door Pietro Castelli

Pietro Castelli (Rome, circa 1570 – Messina, circa 1661) was een Italiaans medicus, botanicus, anatoom en chirurg. Zijn naam in het Latijn was Petrus Castellus. Hij was eerst docent en hoogleraar aan de Sapienza universiteit (1594-1634) in Rome, in de Pauselijke Staat, en nadien hoogleraar aan de universiteit van Messina (1634-1661), gelegen in het Spaanse vicekoninkrijk Sicilië. 
De botanische tuin van Messina is naar hem vernoemd: Orto botanico Pietro Castelli.

## Levensloop

### Rome
In de jaren 1570-1575 werd Castelli geboren in Rome, hoofdstad van de Pauselijke Staat. Zijn ouders waren Francesco Castelli en Diana de Giorgi. Aan de Sapienza universiteit behaalde hij het diploma van medicus. Onder zijn leermeesters bevonden zich Andrea Bacci, Marsilio Cagnati en Andrea Cesalpino. Cesalpino, die in Rome toekwam in 1592, maakte het meeste indruk op hem, zoals hij later neerschreef. Cesalpina’s kennis van de plantkunde met farmacologische toepassingen in de geneeskunde kende navolging in Castelli. In 1594 werd Castelli tot docent benoemd in de botanica, dat toen genoemd werd i semplici, wat zoveel betekende als eenvoudige farmacologie. Castelli onderwees daarnaast botanica in private lessen. Castelli maakte gebruik van de botanische tuinen aangelegd door kardinaal Alessandro Farnese. 
In 1630 werd Castelli bevorderd tot hoogleraar in de geneeskunde. 
In zijn zowat veertig jaren aan de universiteit van Rome legde hij zich toe zowel op botanica/farmacologie als op anatomie. Prins Barberini was zijn beschermheer. Hij publiceerde over de Hippocratische geneeskunst, aangevuld met eigen medische ervaringen. Zo publiceerde hij over kinderziekten, over geneeskrachtige kruiden bijvoorbeeld nieskruid en rozenblaadjes, alsook over het gebruik van zwavelzuur of vitriool. 
Castelli hield nauwkeurige beschrijvingen bij van de planten in de tuin van kardinaal Farnese; ook nieuw ingevoerde planten uit Amerika trokken zijn aandacht. 
In 1625 verscheen te Rome de inventaris van de planten in de Horti Farnesiani: Exactissima descriptio rariorum quarundam plantarum quae continentur Romae in horto Farnesiano. Er bestaat controverse of hij de schuilnaam Tobia Aldini heeft gebruikt en dus de auteur was, dan wel dat hij Tobia Aldini geholpen heeft bij de redactie.
Tegen het veelvuldig aderlaten verzette Castelli zich; hij gebruikte in een publicatie zelfs de term  ‘de abusu phlebotomye’ of het misbruik van aderlatingen.

### Messina
In 1634 verhuisde Castelli naar de universiteit van Messina op Sicilië. In Messina benoemde de senaat hem tot hoogleraar geneeskunde. Hij voerde de botanica in in de medische lessen, wat tevoren niet bestond. Doch hij behield de anatomie in de opleiding omdat hij naar zijn zeggen meer dan honderd lijkschouwingen had gedaan in Rome. 
Hij richtte de botanische tuin van Messina op. Om aan waardevolle planten te komen, schreef hij brieven naar botanici elders: Severini in Napels, Panaroli in Rome, Wesling in Padua en Worm in Kopenhagen. Het werd de eerste botanische tuin op Sicilië. In 1640 verscheen het boek Hortus Messanensis. Castelli geeft er een geïllustreerd overzicht van de aanwezige planten. Hij volgde de botanische classificatie van zijn leermeester Cesalpino. De biografie van het boek geeft aan over hoeveel bronnen Castelli wel beschikte. Andere werken liet hij onder meer drukken bij de weduwe van Giovanni Francesco Bianco in Messina.
In 1644 bezocht Thomas Bartholin, een Deens anatoom, deze botanische tuin; door zijn reisverhaal geraakte het werk van Castelli verspreid over universiteiten in West-Europa. Samen met Bartholin bestudeerde Castelli de flora op de Etna. Een andere bezoeker was de cisterciënzer Paolo Boccone, die in de leer ging bij Castelli.
Dankzij de aanwezigheid van geïmporteerde handelswaar in de haven van Messina, publiceerde Castelli over de ingrediënten van balseming, over aroma’s en over het mengen van kleuren. Castelli schreef in een brief naar Hieronymus Bardi in Genua, over de Kinaplant, een importproduct uit Peru; hij vermeldde een nuttig gebruik tegen malaria, doch zelf gebruikte Castelli het nooit.
Circa 1661 overleed professor Castelli in Messina. Zijn opvolger was de medicus en bioloog Marcello Malpighi, die van de universiteit van Bologna kwam (1662).